# José Ramón Mélida
José Ramón Mélida y Alinari (Madrid, 26 de octubre de 1856-Madrid, 30 de diciembre de 1933) fue un arqueólogo y escritor español. 

## Biografía
José Ramón Mélida y Alinari nació el 26 de octubre de 1856 en Madrid, España, hijo del jurisconsulto Nicolás Mélida y de la florentina Leonor Alinari y Adarve; fueron hermanos suyos, entre otros, Enrique (pintor) y Arturo (arquitecto). Los tres hermanos brillaron con luz propia en el mundo científico y literario de principios del siglo XX.

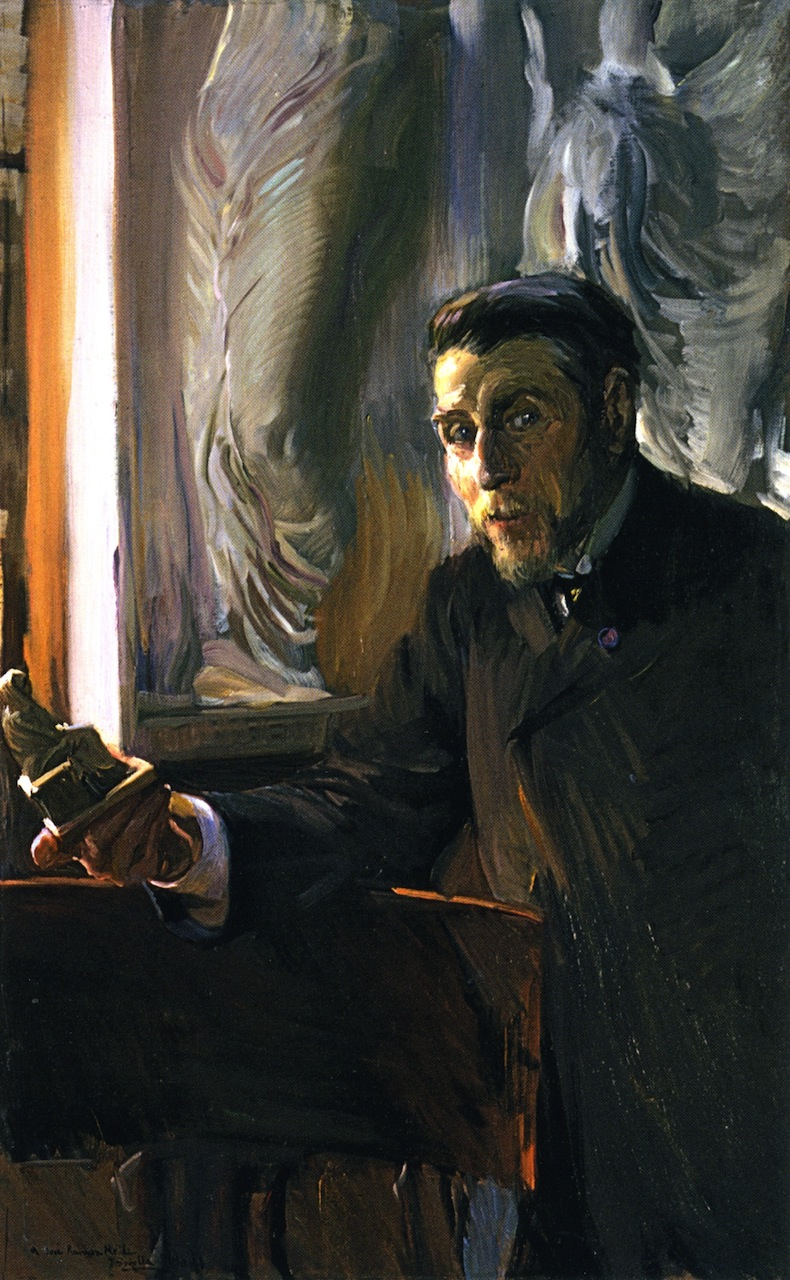
Retratado por Sorolla

José Ramón ha sido considerado como padre de la arqueología española. Efectivamente, desde 1916 desempeñó el cargo de director del Museo Arqueológico Nacional donde tuvo una intensa labor, aumentando sus colecciones e introduciendo orden en la exposición y clasificaciones, considerándose sus catálogos como verdaderos manuales de arqueología.
Dirigió las excavaciones de Numancia (antigüedades ibéricas) y de Mérida (descubrió el teatro romano de la ciudad). Fue académico de número de la Real de la Historia; y de la Real de San Fernando. Perteneció al Instituto Arqueológico Romano-Germánico, a la Sociedad de Anticuarios de Londres y a la Hispanic Society de Nueva York; desempeñó la Cátedra de Arqueología de la Universidad Central y fue consejero de Instrucción Pública. En 1920 fue nombrado hijo adoptivo de Mérida.
Autor de numerosas obras sobre arqueología e historia del arte (Historia del Casco, Arquitectura Dolménica Ibérica, El teatro Romano de Mérida, Historia de Arte Egipcio, Historia de la Escultura Española...) también escribió novela y se conserva bastante teatro inédito de su mano. En su discurso de ingreso en la Real Academia de la Historia puede leerse "Y pues cada uno debe de aportar aquí, como contingente a la obra común, el fruto de sus estudios, aceptad el que vengo a ofreceros, modesto como mío: obrero de la Ciencia soy, que eso somos no más los arqueólogos..."
Falleció el 30 de diciembre de 1933 en su Madrid natal.

## Obras

### De tema arqueológico, histórico y artístico
- Excavaciones de Mérida. Memoria de los trabajos practicados. Una casa-basílica romano-cristiana Madrid: Tip. de la "Revista de arch., bibl. y museos, 1917.
- Excursión a Numancia pasando por Soria y repasando la historia y las antigüedades numantinas Madrid: Ruiz Hermanos 1922.
- Excavaciones de Numancia. Memoria que de los trabajos realizados en 1916 y 1917 Madrid: Tip. de la "Revista de archivos, bibl. y museos, 1918.
- Escorial Barcelona: H. de J. thomas [1940]
- Escorial. II Barcelona: H. de J. Thomas [entre 1911-1929].
- El disco de Teodosio: resumen de la "Memoria" en que lo dio a conocer Don Antonio Delgado, en 1849, y de los trabajos de sus comentaristas [S.l.] [s.n.] 1930
- Catálogo Monumental de España. Provincia de Badajoz (1907-1910), Madrid: Ministerio de Instrucción pública y Bellas Artes, 1925-1926.
- Catálogo monumental de España. Provincia de Cáceres (1914-1916) Madrid: Ministerio de Instrucción pública y Bellas Artes, 1924.
- Programa de Arqueología Madrid, Victoriano Suárez, 1913.
- Arqueología clásica Barcelona, 1933.
- Arqueología española Barcelona: Editorial Labor, 1942 (2.ª ed.)
- Provincia de Cáceres (1914-1916) [Madrid], Ministerio de Instrucción Pública y Bellas Artes [1924]
- Excavaciones de Mérida. Memoria que de los trabajos realizados en 1915 presenta al Excmo. Sr. Ministro de instrucción pública y bellas artes..., Madrid: impr. de la Revista de arch., bibl., y museos, 1916.
- Mérida, Barcelona: Exposición Internacional, 1929.
- Excavaciones de Numancia. Memoria acerca de las practicadas en 1919-1920, presentada por... José Ramón Mélida,... y Blas Taracena Aguirre..., Madrid : Tip. de la "Revista de Archivos, bibliotecas y museos, 1920.
- Elogio a Don Antonio Ponz con motivo del segundo centenario de su nacimiento Madrid Sucesor de Nieto y Compañía 1925.
- El anfiteatro romano de Mérida. Memoria de las excavaciones practicadas de 1916 a 1918 Madrid: Tip. de la "Rev. de arch., bibl. y museos, 1919.
- Monumentos megalíticos de la provincia de Cáceres Madrid [s.n.] 1920
- Excavaciones de Mérida : memoria de los trabajos practicados, una casa-basílica romano-cristiana Madrid Tip. de la "Revista de Arch. Bibl. y Museos" 1917.
- Un Morales y un Goya, existentes en la Catedral de Madrid Madrid Sucesores de Hernando [s.a.]
- Museo Arqueológico Nacional: Adquisiciones en 1916.- Notas descriptivas Madrid Rev. de Arch. Bibl. y Museos 1917.
- Los Velázquez de la casa de Villahermosa, Madrid, [s.n.] 1905.
- Tesoro de Aliseda. Noticia y descripción de las joyas que le componen. Madrid: Museo Arqueológico Nacional, 1921.
- Monumentos romanos de España: noticia descriptiva, Madrid: Comisaría Regia del Turismo y Cultura Artística 1925.
- Álbum de Javier: Recuerdo de la inauguración de la Iglesia elevada en honor de San Francisco Javier por la... Duquesa de Vistahermosa, [Madrid] Viuda e hijos de M. Tello [1901]
- Provincia de Cáceres, 1914-1916. [Madrid,] 1924.
- Iberia arqueológica ante-romana: discursos leídos ante la Real Academia de la Historia en la recepción pública de José Ramón Mélida el día 8 de diciembre de 1906. Madrid : Tip. de la viuda e hijos de Tello, 1906.Retrato

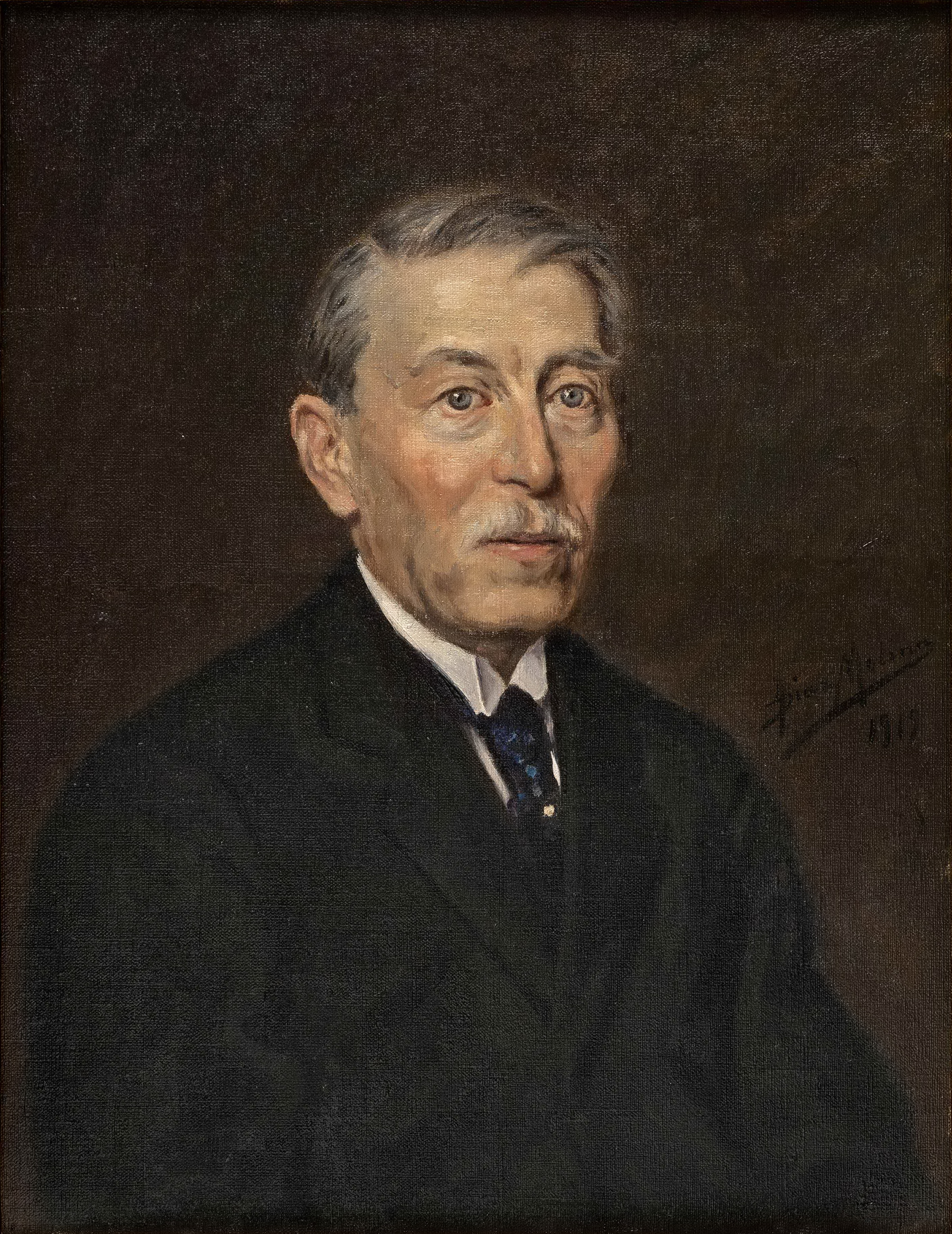
Retrato

- Discursos leídos ante la Real Academia de Bellas Artes de San Fernando en la recepción pública del Señor D. José Ramón Mélida el día 25 de marzo de 1899. [Contestación del Excmo. Señor D. Juan de Dios de la Rada y Delgado]. Madrid Viuda e Hijos de M. Tello 1899.
- Monumentos romanos de España, noticia descriptiva, Madrid: Comisaría de turismo y cultura artística, 1925.
- Con Antonio Vives y Escudero, Informes sobre el medallón de oro de Augusto, Madrid: Reus, 1921.
- El Arte Antiguo y el Greco... Ilustrado con 8 laminas en fototipia. Madrid, 1915.
- Excavaciones de Numancia Madrid [s.n.] 1908
- La escultura hispanocristiana de los primeros siglos de la era. Madrid: Bernardo Rodríguez, 1908.
- Dibujos de Miguel Ángel para la Sibila Líbica Madrid, [s.n.], 1909
- El tesoro de Lebrija Madrid, [s.n.], 1932
- Excursión á Numancia pasando por Soria y repasando la historia y las antigüedades numantinas, Madrid: Ruiz hermanos, 1922.
- El puente de Alcántara, Madrid: Ramón y Menot. 1924.
- Sobre los vasos griegos, etruscos e italo-griegos del Museo Arqueológico Nacional, Madrid: Sucesores de Rivadeneyra, 1882.
- Museo Arqueológico Nacional : Adquisiciones en 1920. Notas descriptivas, Madrid, [s.n.], 1922
- La posescena del teatro romano de Mérida Madrid, [s.n.], 1932.
- Excavaciones de Mérida : El circo, los columbarios, las termas, esculturas, hallazgos diversos; memoria de los trabajos practicados en 1926 y 1927, Madrid: Imprenta de Archivos, 1929.
- El circo romano de Mérida: memoria de las excavaciones practicadas de 1920 a 1925, Madrid: Tip. de la Revista de Arch., Bibl. y Mus., 1925.
- Arquitectura dolménica ibera: Dólmenes de la provincia de Badajoz, Madrid, [s.n.], 1914.
- Ruinas de Numancia: memoria descriptiva redactada conforme al plano que acompaña de las mismas Madrid Tipografía de la "Revista de Archivos, Bibliotecas y Museos" 1924.
- Los bronces ibéricos y visigodos de la Colección Vives Madrid, [s.n.], 1912.
- La religión egipcia: conferencia leída en el Ateneo Científico, Literario y Artístico de Madrid la noche del 6 de mayo de 1884 Madrid [s.n.] 1884
- El jinete ibérico Madrid [s.n.] 1900
- Ocilis (Medinaceli): memoria de las excavaciones practicadas en 1924-1925 Madrid Tipografía de la "Revista de Archivos" 1926.
- Las Esculturas del Cerro de los Santos: Cuestión de autenticidad Madrid, [s.n.], 1906
- Historia de el Arte egipcio, Madrid: La España Editorial (Imprenta de Felipe Marqués), [s.a.].
- Historia de el Arte griego, Madrid: La España Editorial, [s.a.].
- Significación del Greco y su influencia en la pintura española: Discurso leído. Madrid, [s.n.], 1914.
- De arte español: Observaciones referentes a dos obras capitales sobre la materia. Madrid, [s.n.], 1910.
- Resumen de las conferencias dadas por D. J. Ramón Mélida en el Museo de Reproducciones artísticas de Madrid en el año de 1911 [S.l.] [s.n.] 1914
- Historia del casco (apuntes arqueológicos), Madrid, [s.n.], 1887.
- Sobre las esculturas de barro cocido griegas, etruscas y romanas, del Museo Arqueológico Nacional Madrid, [s.n.], 1884.

### Obras literarias

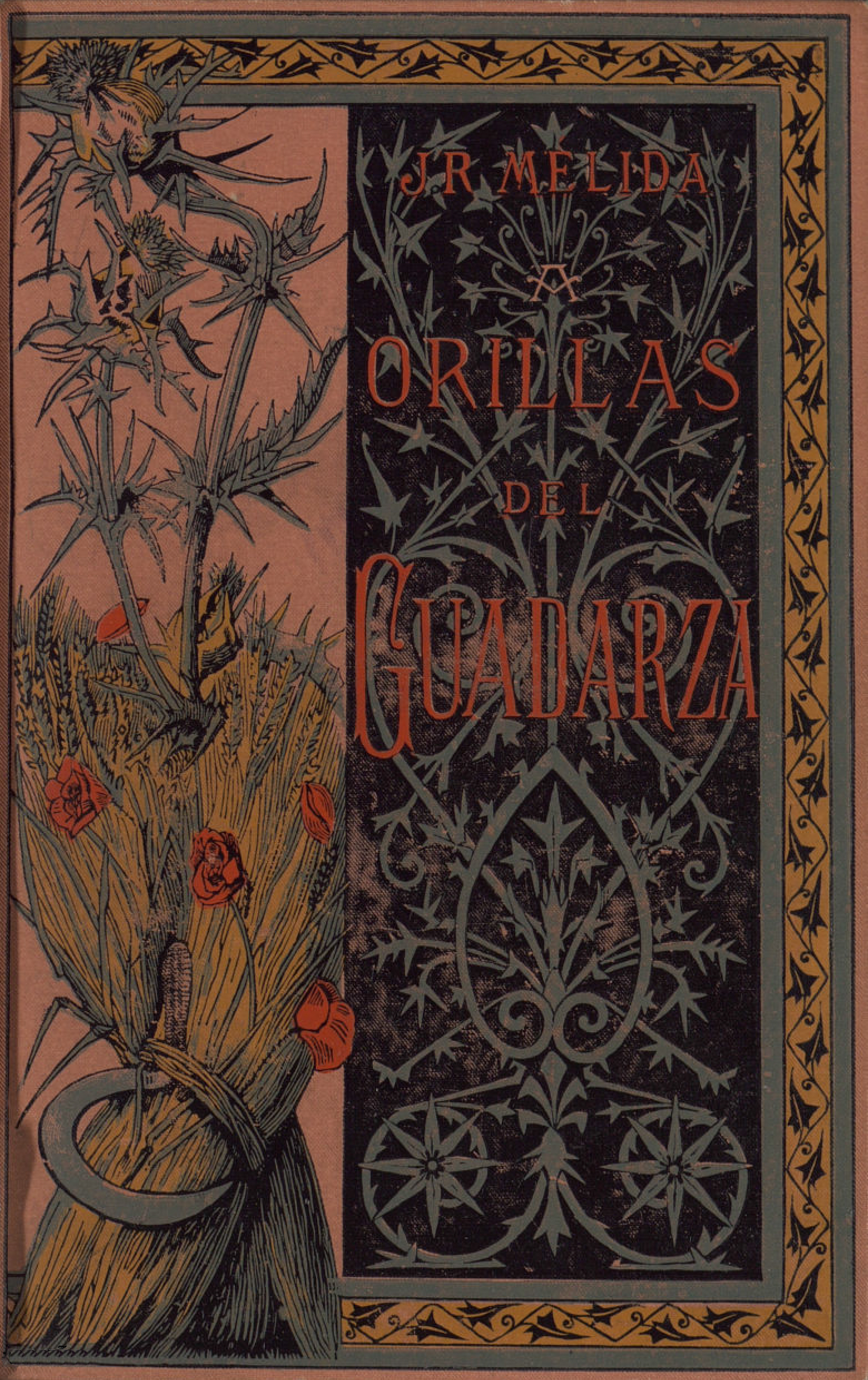
A orillas del Guadarza (1887), ilustraciones de Arturo Mélida.

- A orillas del Guadarza (1887), ilustraciones de Arturo Mélida.El sortilegio de Karnak: novela arqueológica Madrid, Medina, 1880 (junto a Isidoro López Lapuya).
- A orillas del Guadarza. Idilios soñados. Las alas rotas. Una noche en Pompeya Barcelona: Bibl. Arte y Letras, 1887.
- Don Juan decadente: novela. Madrid: Sucs. de Rivadeneyra, 1894.
- La novela del amor, manuscrito de una pieza teatral en tres actos y en prosa.
- Siete veces feliz: Novela, Madrid: Sucesores de Rivadeneyra, 1901.
- La jaula dorada: comedia en tres actos y en prosa, manuscrito.
- Salomón, Rey de Israel: Leyenda bíblica Barcelona: Espasa y Cia., [1894]
- Plan de la pieza teatral El gran elemento, manuscrito.
- Esperanza, drama en tres actos y en prosa manuscrito.
- Diamantes americanos: Novela., Madrid, [s.n.], 1882.
- El Demonio con faldas (Memorias de un gato). Madrid, [s.n.], 1884
- Luisa Minerva: Novela., Madrid: [s.n.], 1886.